# 塞巴斯蒂安·希曼斯基
塞巴斯蒂安·希曼斯基（波蘭語：Sebastian Szymański，1999年5月10日—），波兰男子足球运动员，司职中场。現效力於土超球隊費倫巴治。波蘭國家足球隊成員。他曾代表波兰国家队参加2022年国际足联世界杯，结果队伍止步十六强赛。

## 榮譽
華沙萊吉亞
- 波蘭足球甲級聯賽冠軍 : 2016-17，2017-18
- 波蘭盃冠軍 : 2017-18

飛燕諾
- 荷甲冠軍 : 2022-23[3]